# Vaal (flod)
Vaal er den største biflod til Oranje i Sydafrika. Floden har sin kilde i Drakensberg-bjergene i Mpumalanga øst for Johannesburg og cirka 30 km nord for Clarens i Free State ved en kilde kendt som Ash. Den flyder så sydvestover til den møder Oranje sydvest for Kimberley i Northern Cape. Den er 1120 km lang og udgør grænsen mellem Mpumalanga, Gauteng og North West på sin nordlige bredde og Free State på sin sydlige.
Navnet Vaal kommer fra hollandsk (senere afrikaans) og betyder "blæk", noget som henviser til den grålige farve på vandet, særlig under flomperioden da den fører meget slam med dig. Historisk udgjorde floden grænsen mellem to boerrepublikker, og senere provinser, Transvaal og Oranjefristaten. Det geografiske navn Transvaal kommer fra navnet på floden og betyder "hinsides Vaal". Dette var i forhold til Kapkolonien og Natal som var de vigtigste område for europæisk bosætning på den tid og som lå syd for Vaal.
Der tages vand ud til industriens behov i Greater Johannesburg Metropolitan Area og en stor del af provinsen Free State. Som del af Vaal–Hartz–projektet er den en betydelig kilde for vand til kunstvanding. Vand trukket ud fra Vaal støtter 12 millioner konsumenter i Gauteng.
29°04′15″S 23°38′10″Ø / 29.0708°S 23.6361°Ø